# نينا كولاغينا
نينا كولاغينا (بالروسية: Нинель Сергеевна Кулагина) من أشهر الأشخاص الذين اعتبروا انهم يملكون قدرة على تحريك الأشياء عن ُبعد، والتي قامت أيضاً في عام 1960م ببث فيلم يظهر قدرتها على تحريك أدوات المائدة عبر النظر إليها، كما استطاعت أن تكسر بيضة وتفصل الصفار عن البياض دون أن تمسك بها، وكانت تلك السيدة مجرد ربة منزل عادية اكتشفت بالصدفة قدرتها على تجربة تلك المعجزة الأمر الذي ولد ضجة كبيرة بين العلماء والباحثين النفسيين الذين بدؤوا البحث عن تفسيرات لتلك الظاهرة.

## وصلات خارجية
- نينا كولاغينا على موقع IMDb (الإنجليزية)